# Otocepheus cristatus
Otocepheus cristatus är en kvalsterart som först beskrevs av Giovanni Canestrini 1897.  Otocepheus cristatus ingår i släktet Otocepheus och familjen Otocepheidae. Inga underarter finns listade i Catalogue of Life.